# Malacanthura ornata
Malacanthura ornata is een pissebed uit de familie Anthuridae. De wetenschappelijke naam van de soort is voor het eerst geldig gepubliceerd in 1957 door Barnard.